# دلفين رأسي الخطم
الدلفين رأسي الخطم (الاسم العلمي: Cephalorhynchus) هو جنس من الثدييات يتبع فصيلة الدلافين المحيطية من رتبة مزدوجات الأصابع.

## أنواع الدلفين رأسي الخطم
- دلفين رأسي الخطم كومرسوني
- دلفين رأسي الخطم تشيلي
- دلفين رأسي الخطم هيفيسايدي
- دلفين رأسي الخطم هكتوري